# Chris Taylor (créateur de jeu vidéo)
Pour les articles homonymes, voir Chris Taylor et Taylor.
Chris Taylor est un créateur de jeux vidéo, notamment célèbre pour avoir développé Total Annihilation ainsi que la série des Dungeon Siege, et pour avoir fondé Gas Powered Games. En 2002, GameSpy le nomme trentième personne la plus influente dans le milieu du jeu vidéo. 

## Biographie
Chris Taylor naît en Colombie-Britannique et commence dans l’industrie du jeu vidéo dans la fin des années 1980 à Distinctive Software. Son premier jeu est Hardball II, sorti en 1989.
Taylor déménage ensuite à Seattle en janvier 1996 quand il rejoint Cavedog Entertainment en tant que chef de projet pour le jeu de stratégie en temps réel Total Annihilation et sa première extension, Total Annihilation: The Core Contingency.
Il fonde Gas Powered Games en mai 1998 et crée le jeu Dungeon Siege ainsi que l’extension Legends of Aranna. Sa suite, Dungeon Siege II sort en 2005.
Dans l’édition d’août 2005 de PC Gamer, il est annoncé que Gas Powered Games est en train de développer Supreme Commander, décrit comme la suite spirituelle de Total Annihilation.
En février 2007, le jeu, très attendu par la communauté des joueurs avertis, sort sur PC. Les critiques sont élogieuses à l’égard de ce jeu de stratégie unique de par la taille (gargantuesque) des cartes et des batailles. Toutefois, seuls les PC lourdement équipés permettront de faire fonctionner le jeu correctement.
En mars 2010 sort Supreme Commander 2. Le jeu a été lourdement simplifié au niveau de l'économie par rapport à SupCom 1 pour laisser la place à encore plus de stratégie et conquérir l'ensemble des joueurs (joueur occasionnel jusqu'à joueur passionné). Il est prévu pour tourner sur des machines de 4 à 5 ans, il faut cependant avoir un très bon PC pour le faire tourner en haute qualité. 
Le 14 janvier 2013, Taylor a lancé le financement un nouveau projet via Kickstarter nommé Wildman. Le 11 février 2013, Taylor a mis fin prématurément à la campagne du jeu. En effet, quatre jours avant la fin de la campagne, le montant des promesses de dons n'était que de 504 120 dollars sur les 1,1 million de dollars demandés. 
En 2019, il informe travailler sur Kanoogi, une plateforme de jeu basée sur le cloud, et développe son prochain jeu, Intergalactic Space Empire. 

## Contributions
- HardBall II (1989) (designer, programmeur)
- The Duel: Test Drive II (1989) (designer, programmeur)
- 4D Sports Boxing (1991) (designer, programmeur)
- Triple Play 96 (1995) (designer, programmeur)
- Total Annihilation (1997) (directeur)
- Total Annihilation: The Core Contingency (1998) (directeur)
- Dungeon Siege (2002) (directeur)
- Dungeon Siege: Legends of Arana (2003) (producteur exécutif)
- Dungeon Siege II (2005) (directeur créatif)
- Dungeon Siege: Throne of Agony (2006) (directeur créatif)
- Dungeon Siege II: Broken World (2006) (directeur créatif)
- Supreme Commander (2007) (designer en chef)
- Supreme Commander: Forged Alliance (2007) (directeur créatif)
- Space Siege (2008) (directeur créatif)
- Demigod (2009) (directeur créatif)
- Supreme Commander 2 (2010) (designer en chef)
- Age of Empires Online (2011) (Développeur)
- Chris Taylor's Kings and Castles (annulé)
- Intergalactic Space Empire (Développement démarré en 2019)